# Noitamina
Noitamina (ノイタミナ, estilizado como noitaminA) é um bloco da programação da Fuji Television dedicado a animes. Ele foi lançado com a intenção de ampliar o público-alvo, que antes era composto praticamente por garotos. Até agora, a única série transmitida que não era um anime foi a adaptação live-action de Moyashimon em 2010.